# How to Sell Drugs Online (Fast)
How To Sell Drugs Online (Fast) is een Duitse coming-of-age dramedy krimiserie van Netflix. De serie bestaat uit vier seizoenen van elk zes afleveringen. In 2019 ging het eerste seizoen in première en het laatste seizoen kwam in 2025 op Netflix.

## Premise
De zeventienjarige Moritz zet samen met zijn beste vriend vanuit zijn slaapkamer een webshop op voor drugs in een poging om indruk te maken op zijn ex-vriendin.

## Cast
- Maximilian Mundt - Moritz Zimmerman, een nerderige middelbare schoolleerling die MyDrugs opzet
- Lena Klenke - Lisa Novak, de ex van Moritz
- Danilo Kamperidis - Lenny Sander, de beste vriend van Moritz, hacker en videogamer die Moritz meehelpt in het opzetten van MyDrugs
- Damian Hardung - Daniel Riffert, de nieuwe vriend van Lisa die later ook een partner in MyDrugs wordt
- Roland Riebering - Jens Zimmerman, de vader van Moritz en politieagent
- Ruben Brinkman - Maarten
- Hannah Hoekstra - Mia (gastrol seizoen 2)

## Achtergrond
De producenten van de serie, Philipp Kässbohrer en Matthias Murmann, inspireerden de serie op waargebeurde gebeurtenissen. Het personage van Moritz is gebaseerd op de achttienjarige Moritz S. uit Leipzig die in 2013 een webshop startte in drugs en in 2015 hiervoor werd opgepakt.